# Simetsberg (Estergebergte)
De Simetsberg is een berg in de deelstaat Beieren, Duitsland. De berg heeft een hoogte van 1836 meter.
De Simetsberg is onderdeel van het Estergebergte, dat weer deel uitmaakt van de Bayerische Voralpen.